# Заргова
Заргова (азерб. Zərqava) — село в Губинском районе Азербайджана. 

## География
Расположено у подножий Большого Кавказа в 2 км от реки Вельвеличай, в 45 км к юго-востоку от административного центра района — города Губа.

## Название
Этимология названия происходит от татских слов zər — «жёлтая» и ov — «вода».

## История
По сведениям 1886 года, опубликованных в изданном в 1893 году под редакцией Н. К. Зейдлица «Своде статистических данных о населении Закавказского края», отмечалось татское селение Заргова Зарговинского сельского общества Кубинского уезда Бакинской губернии.
В 1860 году в окрестностях села произошло аномальное землетрясение. В дореволюционной литературе приводилось такое описание этого явления.
«Изъ оффиціальнаго донесенія участковаго надзирателя видно, что одинъ изъ местныхъ жителей, Кадыръ-Загимъ-оглы, сидя въ въ прекрасный, солнечный  день подъ деревомъ въ вышеуказанной местности, вдругъ заметилъ, что дерево и косогоръ, на которомъ оно росло, колеблются ....... зрелище,  которое  представилось  его  взорамъ, поразило  бы  всякаго: деревья высоко взлетали, земля поднималась глыбами и падала   то теми   же  глыбами, то разсыпаясь по  всемъ  направленіямъ, надъ всею этою местностью стояла густая пыль: Въ воздухе было тихо ни ветра, ни вихря онъ не  заметилъ, точно также какъ и подземнаго гула».
В Заргове существовал обычай хоронить своих умерших во дворах. Общего кладбища в селе не было.

## Население
В Азербайджанской сельскохозяйственной переписи 1921 года приводятся данные о населённых пунктах Заргова I и Заргова II кишлак Талабинского сельского общества  Кубинского уезда Азербайджанской ССР. В Заргова I (165 хозяйств) проживало 733 человек а в Заргова II 119 человек (30 хозяйств).
Национальный состав обеих сёл — таты.
Согласно данным на начало 1933 года Заргова являлся центром одноимённого сельсовета Кубинского района Азербайджанской ССР, который состоял из 13 сёл. В Заргове проживало 1050 человек в 241 хозяйстве (мужчин — 549, женщин — 501). Большая часть населения — 99,5 % являлась татами.  
В конце 1970-х годов численность населения села достигала 862 человек (1979). Были развиты садоводство и животноводство.
Уроженкой Зарговы являлась Джейран Ширин кызы Байрамова — ветеран движения за права женщин в советском Азербайджане.

## Народные ремёсла
Заргова была одним из центром производства двухколёсных арб (повозок) и фургонов в Кубинском уезде.